# Plastocerus maclayi
Plastocerus maclayi is een keversoort uit de familie Plastoceridae. De wetenschappelijke naam van de soort is voor het eerst geldig gepubliceerd in 1935 door Sloop.